# Physocephala testacea
Physocephala testacea är en tvåvingeart som först beskrevs av Macquart 1843.  Physocephala testacea ingår i släktet Physocephala och familjen stekelflugor. Inga underarter finns listade i Catalogue of Life.